# Quận Johnson, Arkansas
Quận Johnson là một quận thuộc tiểu bang Arkansas, Hoa Kỳ.
Quận này được đặt tên theo Ben Johnson, thẩm phán Lãnh thổ Arkansas. Quận được lập ngày 16/11/1833. Theo điều tra dân số của Cục điều tra dân số Hoa Kỳ năm 2000, quận có dân số người. Quận lỵ đóng ở Clarksville.6. Đây là một quận cấm rượu hay quận khô.

## Địa lý
Theo Cục điều tra dân số Hoa Kỳ, quận có diện tích 1768 km2, trong đó có 53 km2 là diện tích mặt nước.

## Thông tin nhân khẩu

Tháp tuổi dân cư quận Johnson theo điều tra dân số năm 2000

### Các xa lộ chính
- Interstate 40
- U.S. Highway 64
- Highway 21
- Highway 103
- Highway 123